# Imaginação
Imaginação é uma capacidade mental que permite a representação de objetos segundo aquelas qualidades dos mesmos que são dadas à mente através dos sentidos - segundo a concepção sartriana apresentada em sua obra O imaginário: psicologia fenomenológica da imaginação. Em filosofia, tais qualidades são chamadas de qualidades secundárias quando a ereção do subconsciente pronuncia-se à da consciência.

## Racionalismo: razão e imaginação
Os racionalistas opunham a imaginação à razão, isto é, à facilidade através da qual os objetos são representados segundo suas qualidades primárias. Ver:
- Descartes, Regras para a Oriental do Espírito, "Regra 12".
- Spinoza, Ética, "Parte II".

## Imaginário
O Imaginário pode ser definido, de uma forma simples, como a produção de imagens, ideias, concepções, visões de um indivíduo ou de um grupo para expressar sua relação de alteridade com o mundo.
O conceito de Imaginário pode envolver vários significados, remetendo a uma multiplicidade de sentidos segundo os pontos de vista adotados. Quando se fala em Imaginário Social ou em Imaginário Pessoal, faz-se referência a uma noção notavelmente diferente daquela que o senso comum associa à palavra Imaginação. Trata-se da capacidade de um grupo ou de um indivíduo de representar o mundo com a ajuda de um recurso de associação de imagens que lhe atribuem um sentido.

## Imaginário/Imaginador (escultura)
Imaginário ou imaginador pode designar um escultor de imagens (ilustrações ou figuras), nomeadamente de estátuas de santos (santeiro).

## Imaginário Social
Pode-se falar em um imaginário medieval, da renascença, da idade clássica, etc., como pode-se falar em imaginário docon, massai, tibetano, inuit, vendeen, etc. Igualmente, pode ser aludido o imaginário de Georges Méliès ou de Salvador Dalí. O Imaginário, muito mais do que a "Folle du logis" ("Louca da casa" - Nicolas Malebranche) da tradição racionalista, aparece como uma função central dentro da Psique humana. Função de criação vital: os biólogos, para descrever o processo de metamorfose da larva até a borboleta, falam de um processo que eles nomeiam como "Imaginativo". A produção de imagens de um sonho ainda não tem sua função claramente definida, porém sabemos que ela é vital.
Assim, cada grupo humano constrói um imaginário que lhe é próprio a sua época, sua história ou sua cultura.

## Imaginário Pessoal
No plano individual, o imaginário demonstra a subjetividade da pessoa. As imagens que atravessam a mente se fazem presentes antes mesmo de ocorrerem as tentativas de inscrevê-las na normatividade simbólica da linguagem. Elas pertencem à singularidade simbólica da história pessoal.

## O Imaginário em Gilbert Durand
Gilbert Durand apresenta uma formulação original à concepção de Sartre ao afirmar que o imaginário é uma resposta à angústia existencial frente à experiência "negativa" da passagem do tempo. Esta "resposta" é expressa enquanto acervo cultural de imagens produzidas pelo homo sapiens, delineando o trajeto antropológico expresso em um dado período histórico e pelos símbolos utilizados neste período. Para além da concepção sartriana de que a imaginação é a capacidade de elaborar simulacros de objetos apreendidos na materialidade, o imaginário é a capacidade mesma de fundar o real e percebê-lo (O imaginário: ensaio sobre a ciência e a filosofia da imagem e As estruturas antropológicas do imaginário).

### As estruturas Antropológicas do Imaginário de Gilbert Durand
A partir dos anos 60', GIlbert Durand retomou a leitura antropológica do Imaginário. Dando continuidade à obra de Gaston Bachelard e C.G. Jung, a obra de Durand realoca a imagem e o simbólico em um lugar que os "iconoclastas" positivistas tinham lhe negado. Para este autor, o processo de criação de linguagens simbólicas por parte das culturas humanas mediante o recurso (acervo) de imagens que lhes são próprias, fundam o sentido único e caraterístico de cada uma delas. O estudo exaustivo das mitologias do mundo inteiro permitiu desvendar as estruturas que se desenham no imaginário.
A existência destes regimes diferenciam os comportamentos específicos do ser humano, em relação aos, por estarem enraizados no gesto e atitudes humanas fundamentais, assim como no seu ambiente cultural. A leitura destes regimes se dá a partir da dualidade diurno/noturno: Um regime diurno e dois noturnos.

## Crianças e o imaginário da profissão
A maioria das crianças tem uma resposta para "o que você quer ser quando crescer?" Independente da profissão, há um conceito que move tal escolha: o imaginário, mesmo que, na maioria das vezes, os motivos pela decisão não condigam com a realidade.

### O imaginário infantil
Juremir Machado da Silva afirmou que “o ser humano é movido pelos imaginários que engendra”. Dessa forma, cada criança cria expectativas sobre o restante da sua vida pensando naquela profissão que escolheu, seja ela possível ou não, seja a ideia válida ou não.
Tal opção influencia no tipo de brincadeira do jovem e nos planos que ele faz para a vida (mesmo que seja muito novo para tal). Segue-se uma narrativa que a qualquer momento pode ser alterada, pois surgirão novos padrões, sensações, paixões ou sonhos. Assim, e neste caso, o imaginário é também algo em constante mutação.
É criado, então, com base nesta decisão, um "lago de significados", com uma base semântica, com valores de o que aquilo significa para ela. Na maioria das vezes, a cópia, a ideia da profissão não condiz com a carreira verdadeira. São ignorados os problemas e todas as dificuldades e levados em consideração apenas o sucesso, o prazer, a vontade. O imaginário é um reservatório, onde estão guardados exatamente estes conceitos.
Não se trata de imaginação nem apenas de um conjunto de imagens. A escolha precoce da profissão é a escolha de um modelo e de um estilo de vida, onde estão os sonhos e ideais, com base no real e no irreal. É realizada para se infiltrar em uma cultura onde a carreira é uma das coisas mais importantes da existência; para falar a linguagem dos adultos e, também, de outras crianças com os mesmo sonhos.
Neste último caso, pode-se associar ao imaginário social, que acontece por contágio, no qual todas as crianças escolhem uma profissão. É o imaginário de ser adulto. O imaginário individual gira em torno de cada profissão específica, baseado na identificação de cada um com a carreira, com o profissional.

### Imaginário e cultura
O imaginário, apesar de conter e ser baseado em elementos culturais, é considerado algo que vai além da cultura, que extrapola seus limites. No caso da escolha de "o que seremos quando crescer", a cultura pouco é levada em consideração. Como exemplo, um garoto brasileiro pode dizer que quer ser astronauta, independente da quase ausência do costume de formação de astronautas no Brasil.
Ao mesmo tempo, o imaginário da profissão está inserido na cultura de escolher uma carreira na infância, como já foi dito anteriormente.

### A decisão final pela profissão
Independente de mantida a escolha da infância, a decisão final continua baseada em uma imaginário, já que é impossível determinar como será a carreira. Gera-se um sentido, cada vez mais perto do que esperamos para a vida adulta. Como escreveu Juremir Machado da Silva, "o imaginário emana do real, estrutura-se como ideal e retorna ao real como elemento propulsor". A escolha baseada no imaginário leva a uma busca maior e mais rígida pelo sucesso pessoal e profissional.